# Charles Duquette

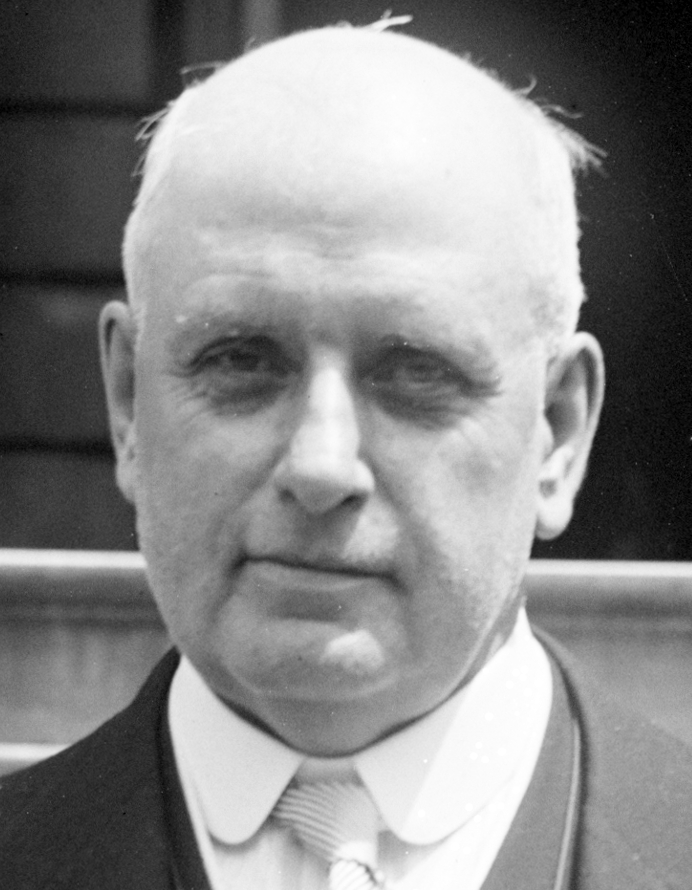
Charles Duquette

Charles Duquette (* 25. Juli 1869 in Montreal; † 30. Dezember 1937 ebenda) war ein kanadischer Manager und Politiker. Von 1924 bis 1926 amtierte er als Bürgermeister der Stadt Montreal.

## Biografie
Duquette erhielt seine Ausbildung bei den Brüdern der christlichen Schulen und am Collège Saint-Henri. 1894 begann er für die Versicherungsgesellschaft Alliance Nationale zu arbeiten. In diesem Unternehmen war er Kassenführer, Direktor, Vizepräsident und Oberbuchprüfer. Ab 1922 war er deren Geschäftsführer und Verwaltungsratspräsident. Daneben engagierte er sich in verschiedenen Institutionen: Er war Präsident der Kulturvereinigung Société Saint-Jean-Baptiste de Montréal, Ehrenvorsitzender des Hôpital Notre-Dame sowie Exekutivmitglied und Ehrenpräsident des kanadischen Leichtathletikverbandes.
Duquette gehörte keiner politischen Partei an, wurde aber vom Konservativen Ésioff-Léon Patenaude dazu überredet, bei den Bürgermeisterwahlen 1924 gegen den umstrittenen Amtsinhaber Médéric Martin anzutreten. Er gewann knapp mit 51 % der Stimmen. Von der Provinzregierung forderte er vergeblich eine Änderung der Gemeindeordnung; er hatte sich mehr Kompetenzen gewünscht, um städtische Dienste und Angestellte besser kontrollieren zu können. Seine Amtszeit war geprägt von einer richterlichen Untersuchung der als korrupt geltenden Stadtpolizei. Obwohl daraufhin Reformen eingeleitet wurden, unterlag Duquette bei den Wahlen 1926 seinem Vorgänger Martin.
1930/31 war Duquette Präsident der Montrealer Handelskammer. Während der Weltwirtschaftskrise war er Mitglied einer von der Nationalversammlung von Québec einberufenen Kommission zur Bekämpfung der Arbeitslosigkeit.